# Liste der Bodendenkmäler in Königstein (Oberpfalz)
Auf dieser Seite sind die Bodendenkmäler in dem Oberpfälzer Markt Königstein zusammengestellt. Diese Tabelle ist eine Teilliste der Liste der Bodendenkmäler in Bayern. Grundlage ist die Bayerische Denkmalliste, die auf Basis des Bayerischen Denkmalschutzgesetzes vom 1. Oktober 1973 erstmals erstellt wurde und seither durch das Bayerische Landesamt für Denkmalpflege geführt wird. Die folgenden Angaben ersetzen nicht die rechtsverbindliche Auskunft der Denkmalschutzbehörde.

## Bodendenkmäler in Königstein
| Lage                              | Objekt | Akten-Nr.     | Bild            |
| --------------------------------- | --- | ------------- | --------------- |
| Königstein (Oberpfalz) (Standort) | Mittelalterlicher Burgstall Breitenstein mit der ehemaligen Burgkapelle Hl. Dreifaltigkeit und Hl. Johann von Nepomuk.                                                                                             | D-3-6335-0005 | (D-3-6335-0005) |
| Königstein (Oberpfalz) (Standort) | Mittelalterlicher Burgstall Im alten Haus. | D-3-6335-0007 | weitere Bilder  |
| Königstein (Oberpfalz) (Standort) | Wallanlage vor- und frühgeschichtlicher Zeitstellung, Höhensiedlung der Urnenfelderzeit. | D-3-6335-0008 |                 |
| Königstein (Oberpfalz) (Standort) | Höhle A 37, Kellerberghöhle, mit urnenfelderzeitlichen und frühlatènezeitlichen Funden. | D-3-6335-0009 | weitere Bilder  |
| Königstein (Oberpfalz) (Standort) | Schachthöhle Breitensteiner Bäuerin (A 32) mit menschlichen Skelettresten und Funden der Urnenfelderzeit sowie der Hallstattzeit.                                                                                  | D-3-6335-0010 | weitere Bilder  |
| Königstein (Oberpfalz) (Standort) | Höhle Sonnenuhr oder Schelmbachsteingrotte (A 34) mit latènezeitlichen Funden. | D-3-6335-0012 | weitere Bilder  |
| Königstein (Oberpfalz) (Standort) | Vorgeschichtlicher Bestattungsplatz mit Grabhügeln. | D-3-6335-0015 |                 |
| Königstein (Oberpfalz) (Standort) | Wallanlage vor- und frühgeschichtlicher Zeitstellung, Höhensiedlung der Urnenfelderzeit. | D-3-6335-0016 |                 |
| Königstein (Oberpfalz) (Standort) | Bestattungsplatz der Hallstattzeit mit verebneten Grabhügeln. | D-3-6335-0017 |                 |
| Königstein (Oberpfalz) (Standort) | Spaltenhöhlensystem der Höhlen von Loch (A 38), daraus urnenfelderzeitliche Funde und menschliche Skelettreste. | D-3-6335-0018 |                 |
| Königstein (Oberpfalz) (Standort) | Höhle Kühloch (A 40) mit jungpaläolithischen und allgemein vorgeschichtlichen Funden. | D-3-6335-0019 | weitere Bilder  |
| Königstein (Oberpfalz) (Standort) | Vorgeschichtliche Höhensiedlung mit Wallanlage. | D-3-6335-0020 |                 |
| Königstein (Oberpfalz) (Standort) | Höhle Dachsloch (A 337a und b) mit vorgeschichtlichen Funden. | D-3-6335-0021 |                 |
| Königstein (Oberpfalz) (Standort) | Vorgeschichtlicher Bestattungsplatz mit Grabhügeln. | D-3-6335-0022 |                 |
| Königstein (Oberpfalz) (Standort) | Mesolithische Freilandstation, Siedlungen der Urnenfelder- und Hallstattzeit, Brandgräberfeld der Urnenfelderzeit.                                                                                                 | D-3-6335-0023 |                 |
| Königstein (Oberpfalz) (Standort) | Hallstattzeitliche Siedlung. | D-3-6335-0024 |                 |
| Königstein (Oberpfalz) (Standort) | Siedlung der vorgeschichtlichen Metallzeiten. | D-3-6335-0025 |                 |
| Königstein (Oberpfalz) (Standort) | Siedlung der vorgeschichtlichen Metallzeiten. | D-3-6335-0026 |                 |
| Königstein (Oberpfalz) (Standort) | Abri mit vorgeschichtlichen, teils hallstattzeitlichen Funden. | D-3-6335-0029 |                 |
| Königstein (Oberpfalz) (Standort) | Spaltennische (A 37a) im Kellerberg mit urnenfelderzeitlichen Funden. | D-3-6335-0030 | weitere Bilder  |
| Königstein (Oberpfalz) (Standort) | Höhle mit vorgeschichtlichen Funden. | D-3-6335-0031 |                 |
| Königstein (Oberpfalz) (Standort) | Höhle Kleines Bauernloch (A 42) mit Funden der Späthallstatt-/Frühlatènezeit sowie menschlichen Skelettresten. | D-3-6335-0036 | weitere Bilder  |
| Königstein (Oberpfalz) (Standort) | Höhle Großes Bauernloch (A 133) mit vorgeschichtlichen Funden. | D-3-6335-0037 | (D-3-6335-0037) |
| Königstein (Oberpfalz) (Standort) | Vorgeschichtlicher Bestattungsplatz mit Grabhügeln. | D-3-6335-0038 |                 |
| Königstein (Oberpfalz) (Standort) | Höhle Nordöstliche Felsgrotte in der Weißen Hülle (A 232) mit urnenfelderzeitlichen Funden. | D-3-6335-0039 | weitere Bilder  |
| Königstein (Oberpfalz) (Standort) | Bestattungsplatz der Hallstattzeit mit Grabhügeln. | D-3-6335-0043 |                 |
| Königstein (Oberpfalz) (Standort) | Archäologische Befunde und Funde im Bereich der evangelischen Kirche St. Georg in Königstein, darunter die Spuren von Vorgängerbauten bzw. älteren Bauphasen.                                                      | D-3-6335-0046 | (D-3-6335-0046) |
| Königstein (Oberpfalz) (Standort) | Archäologische Befunde und Funde im Bereich des ehemaligen Schlosses von Königstein, zuvor mittelalterliche Burg.                                                                                                  | D-3-6335-0047 |                 |
| Königstein (Oberpfalz) (Standort) | Nördliche Sulzfelsenhöhle (A 202c) mit vorgeschichtlichen Funden. | D-3-6335-0054 |                 |
| Königstein (Oberpfalz) (Standort) | Höhle Felsengang im Herrenschlag (A 295) mit vorgeschichtlichen Funden. | D-3-6335-0064 |                 |
| Königstein (Oberpfalz) (Standort) | Siedlung der Hallstattzeit. | D-3-6335-0068 |                 |
| Königstein (Oberpfalz) (Standort) | Südliche Sulzfelsenhöhle (A 202c) mit Funden der Urnenfelderzeit. | D-3-6335-0083 |                 |
| Königstein (Oberpfalz) (Standort) | Vorgeschichtlicher Bestattungsplatz mit dem Grabhügel Baumhübl. | D-3-6336-0001 |                 |
| Königstein (Oberpfalz) (Standort) | Vorgeschichtlicher Bestattungsplatz mit Grabhügeln. | D-3-6336-0002 |                 |
| Königstein (Oberpfalz) (Standort) | Archäologische Befunde und Funde im Bereich der abgegangenen mittelalterlichen Burg, des abgegangenen frühneuzeitlichen Schlosses sowie der Simultankirche und ehemaligen Burgkapelle St. Laurentius in Kürmreuth. | D-3-6336-0004 |                 |
| Königstein (Oberpfalz) (Standort) | Hallstattzeitlicher Bestattungsplatz mit verebneten Grabhügeln. | D-3-6336-0012 |                 |
| Königstein (Oberpfalz) (Standort) | Vorgeschichtlicher Bestattungsplatz mit Grabhügel. | D-3-6435-0023 |                 |
| Königstein (Oberpfalz) (Standort) | Vorgeschichtlicher Bestattungsplatz mit Grabhügel. | D-3-6435-0024 |                 |
| Königstein (Oberpfalz) (Standort) | Vorgeschichtlicher Bestattungsplatz mit Grabhügel. | D-3-6435-0025 |                 |
| Königstein (Oberpfalz) (Standort) | Vorgeschichtlicher Bestattungsplatz mit teils verebneten Grabhügeln. | D-3-6435-0026 |                 |
| Königstein (Oberpfalz) (Standort) | Mindestens ein vorgeschichtlicher Grabhügel. | D-3-6435-0027 |                 |
| Königstein (Oberpfalz) (Standort) | Vorgeschichtlicher Bestattungsplatz mit Grabhügel. | D-3-6435-0028 |                 |
| Königstein (Oberpfalz) (Standort) | Vorgeschichtlicher Bestattungsplatz mit Grabhügel. | D-3-6435-0029 |                 |
| Königstein (Oberpfalz) (Standort) | Vorgeschichtlicher Bestattungsplatz mit Grabhügeln. | D-3-6435-0030 |                 |
| Königstein (Oberpfalz) (Standort) | Vorgeschichtlicher Bestattungsplatz mit Grabhügel. | D-3-6435-0038 |                 |
| Königstein (Oberpfalz) (Standort) | Vorgeschichtlicher Bestattungsplatz mit Grabhügel. | D-3-6435-0156 |                 |
| Königstein (Oberpfalz) (Standort) | Ein mittelalterlicher bzw. frühneuzeitlicher Vogelherd. | D-3-6435-0157 |                 |
| Hirschbach (Oberpfalz) (Standort) | Vorgeschichtlicher Bestattungsplatz mit Grabhügeln. | D-3-6435-0206 |                 |